# Führerbunker

Overzicht van de Führerbunker

Führerbunker is de benaming voor het complex van ondergrondse ruimten in Berlijn, waar Adolf Hitler de laatste weken van het nationaalsocialistisch regime leidde, alvorens hij in dezelfde bunker zelfmoord pleegde.

## De bouw

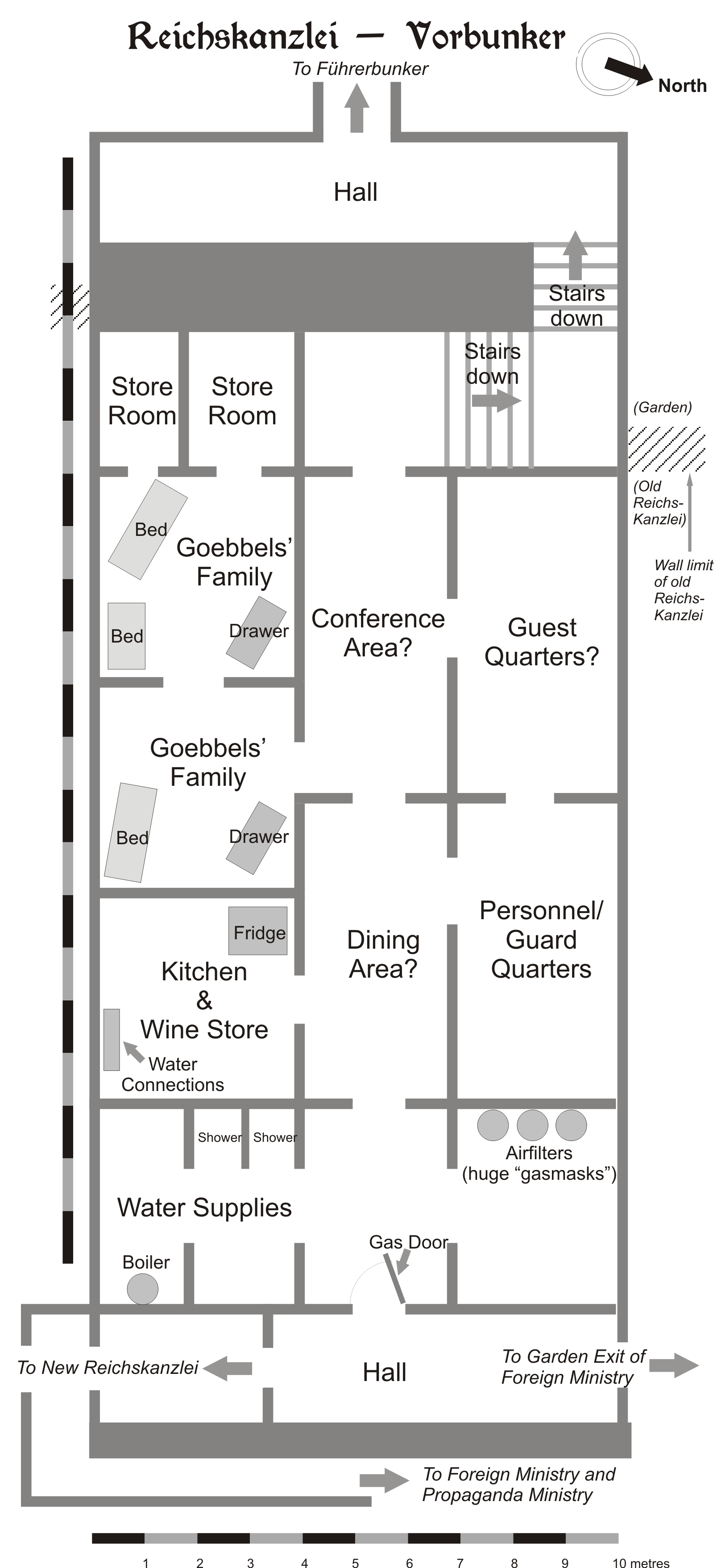
Overzicht van de Vorbunker

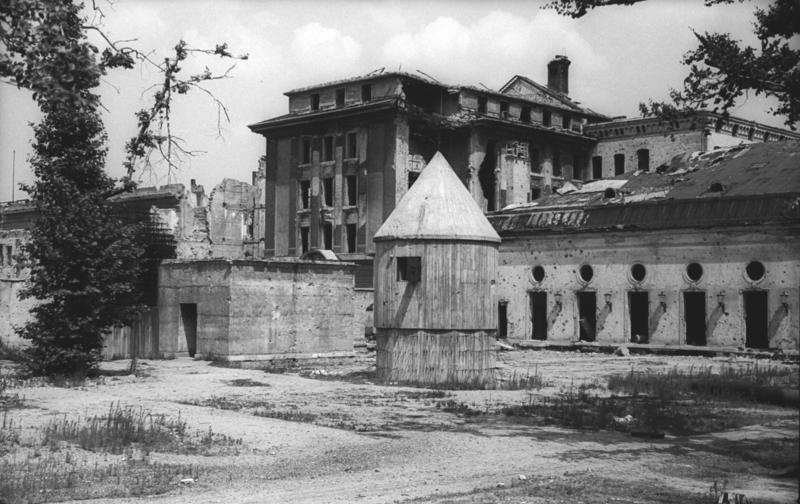
De ingang van de Führerbunker in 1947

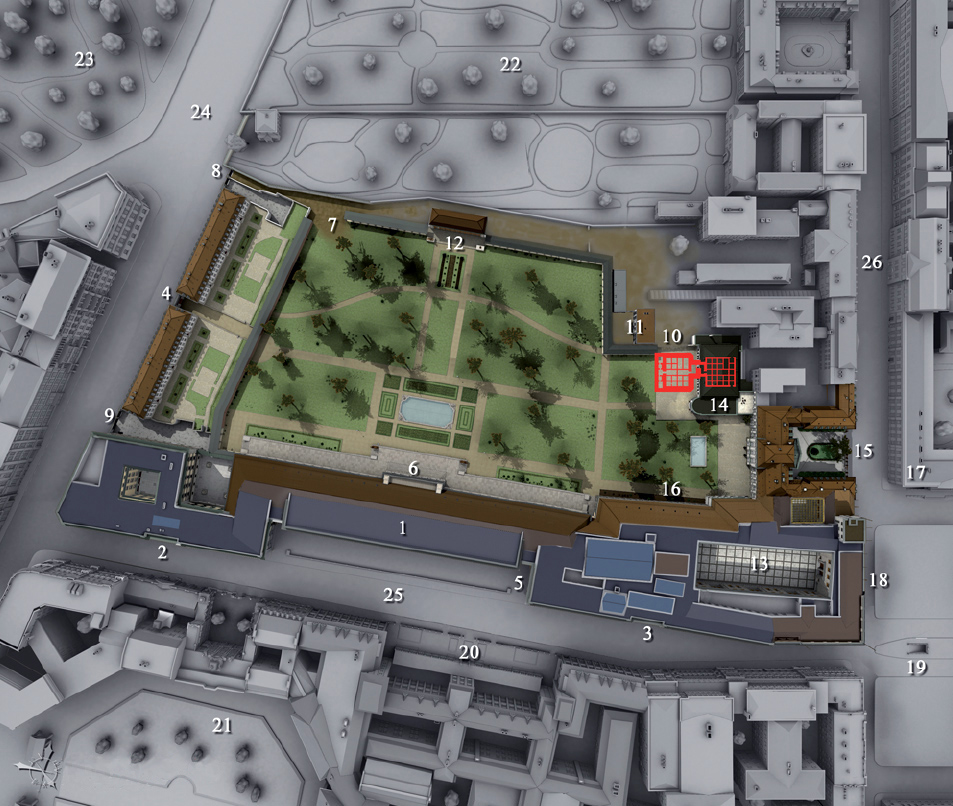
3D-kaart

De bunker bevond zich vijf meter onder de grond. Vier meter gewapend beton en een meter aarde beschermden de dertig kamers eronder. Eigenlijk waren het twee bunkers die met elkaar verbonden waren, namelijk de oudere 'Vorbunker' en de nieuwere 'Führerbunker'. De aanleg van het complex werd in twee bouwfases (rond 1936 en 1943) verricht. In de tweede fase werd ook de ruimte voor Hitler gepland, die kort voor de ingebruikneming in januari 1945 werd afgerond. Anders dan de Vorbunker, die tijdens de eerste bouwfase werd aangelegd, werd de Führerbunker extra versterkt. Zo werd er een tweede laag gewapend beton aangebracht en de zijwanden werden in dikte verdubbeld, omdat Hitler bang was dat een vliegtuigbom de bunker in de zijkant kon treffen. Aangezien de schuilplaats onder het grondwaterniveau van Berlijn was, voelde men bominslagen die buiten plaatsvonden erg goed. Bovendien moest er constant binnengedrongen grondwater worden weggepompt. De bunker bezat een speciaal toevoersysteem voor frisse lucht dat de binnenkomende lucht eerst filterde. Daardoor was de bunker beschermd tegen gifgasaanvallen. Voor de stroomvoorziening was er een generator op diesel geïnstalleerd. Dit zorgde voor een hoog geluidsniveau in de bunker.
Bij de ingangen werden alle personen op wapens gecontroleerd door SS'ers. Elke bezoeker moest zijn wapen in de garderobe afgeven. De enigen die met een wapen in de bunker rondliepen waren de bewakers, de telefonist Rochus Misch en Hitler zelf.

## Tweede Wereldoorlog
Op 16 januari 1945 trok Hitler zich in de Führerbunker terug, omdat de kans op een luchtaanval in de Reichskanzlei, die boven de grond lag, steeds groter werd. Hij werd vergezeld door zijn staf, Martin Bormann (zelfde maand), Eva Braun (februari) en het gezin van Joseph Goebbels (april). In de Vorbunker werden de zes kinderen van Goebbels ondergebracht en 25 tot 35 medische en administratieve medewerkers. Ook Hitlers hond Blondi ging mee de bunker in. In het begin gingen ze nog regelmatig buiten wandelen, maar sinds maart was het risico te groot en bleven ze binnen.
Veel medewerkers en leden van Hitlers staf verlieten de bunker op 22 en 23 april, voordat Berlijn zou zijn omsingeld door troepen van de Sovjet-Unie (de Slag om Berlijn). Hoewel veel getrouwen rond de Führer hem trachtten te overtuigen de wijk te nemen naar zijn woonhuis de Berghof in het zuiden van het land, verkoos Hitler te blijven. Op 29 april trouwde hij met Eva Braun en de volgende dag pleegden ze samen zelfmoord. Ze namen een capsule met cyanide in, waarbij Hitler, voor de zekerheid, ook nog een pistool tegen zijn hoofd hield en tegelijkertijd met het innemen van de cyanide, afvuurde. Joseph en Magda Goebbels lieten hun kinderen eerst drogeren en daarna met een cyanidecapsule in de mond door Dr. Ludwig Stumpfegger, Hitlers persoonlijke arts, ombrengen. Later die avond pleegde Magda samen met haar man in de tuin van de Rijkskanselarij zelfmoord met een cyanidecapsule. Een SS'er had de opdracht gekregen ook twee kogels in ieder lichaam te schieten, zodat het zeker was dat ze dood waren. Hierna werden de lichamen verbrand, maar door de beperkte hoeveelheid benzine werden de lichamen maar deels verbrand en waren nadien goed te herkennen.
Van de overigen in de bunker vertrokken de meesten enkele uren later. Ze probeerden door de Russische linies te komen om zo gevangenschap te ontlopen; zijn secretaresses ontkwamen, Bormann is later op de vlucht aangehouden en maakte direct een einde aan zijn leven door een gifpil in te nemen. De mensen die in de bunker bleven werden op 2 mei krijgsgevangen gemaakt. De Russen vonden meer dan een dozijn lichamen van personen die zelfmoord hadden gepleegd en een hoop verbrande documenten.

## Na de Tweede Wereldoorlog
Na de Tweede Wereldoorlog probeerde het Rode Leger in 1947 om de bunker op te blazen. Deze poging had echter geen succes; slechts enkele wanden werden beschadigd. In 1959 trachtte de Oost-Duitse regering om de bunker op te blazen, ook zonder enig succes. In de jaren 1980 werd het plafond verwijderd. In 1988 en 1989 werd er gestart met de nieuwbouw van appartementen aan de Wilhelmstraße. De resten van de bunker, die tot dan onder een berg aarde bewaard waren gebleven, werden met veel moeite verwijderd. Slechts de bodemplaat en delen van enkele zijwanden liggen nu nog enkele meters diep onder de grond. Nu is er een parkeerplaats op de resten van de bunker.

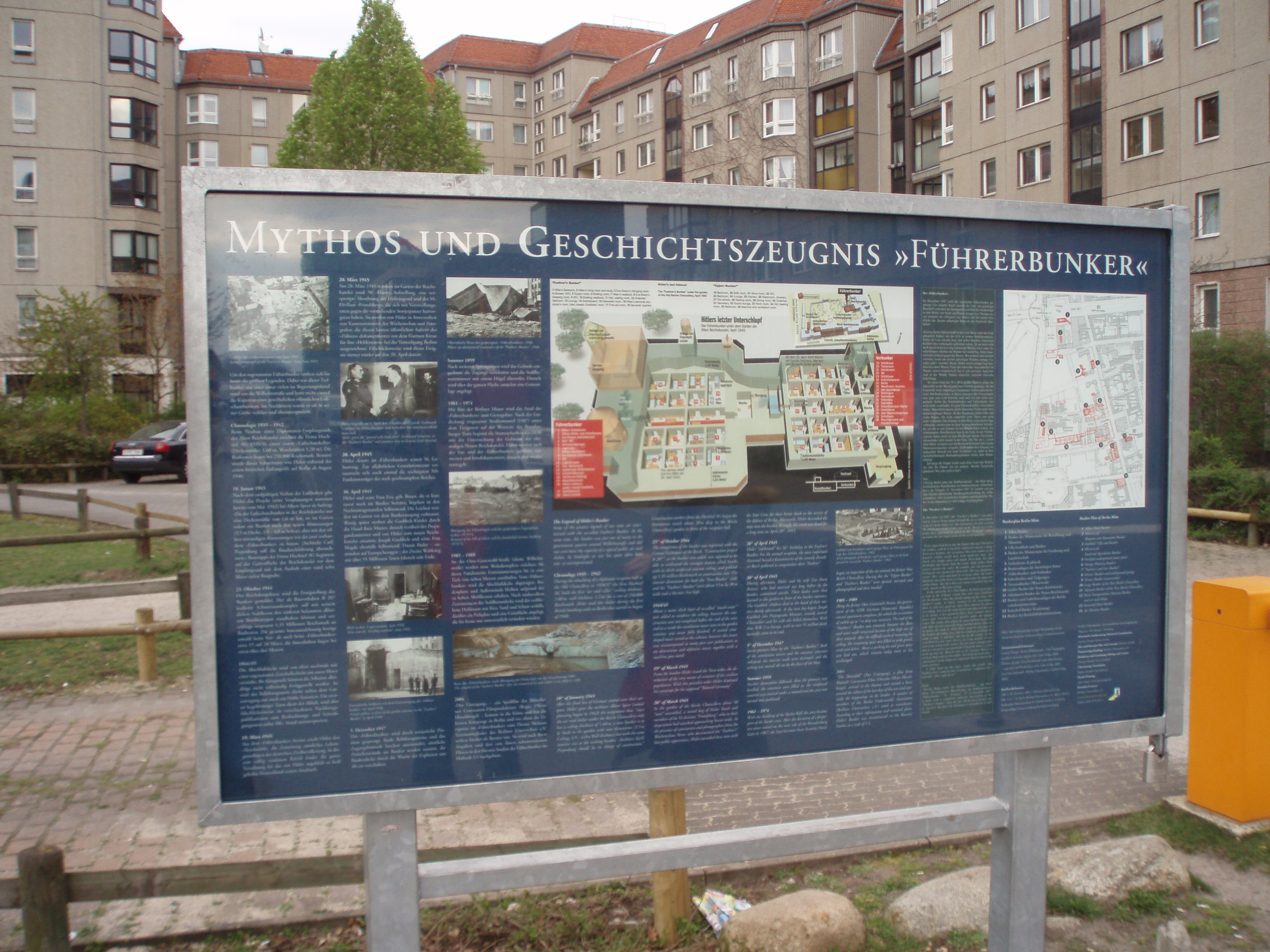
Informatiebord op de plaats van de bunker

Op 8 juni 2006 werd er, door Berliner Unterwelten e.V. in samenwerking met de stad Berlijn, een informatiebord geplaatst met een schema van de plaats waar de bunker zich bevond. De telefonist Rochus Misch was tijdens de opening van het monument aanwezig. Misch was waarschijnlijk een van de laatste nog in leven zijnde personen die tijdens de zelfmoord van Hitler in de bunker aanwezig was; hij is in september 2013 overleden. In mei 2007 was nog één andere persoon in leven die tijdens Hitlers dood in de bunker aanwezig was, Armin Lehmann. Hij hielp onderzoekers met het verstrekken van historische feiten. Lehmann was in 1945 16 jaar oud en lid van de Hitlerjugend; hij overleed 10 oktober 2008 op 80-jarige leeftijd.

## Media

### Films
- Der Untergang (2004), Het grootste deel van de film speelt zich af in en om de Führerbunker. De bunker werd grotendeels gebaseerd op de plattegronden die er van de bunker gevonden zijn en op verslagen van ooggetuigen.
- The Bunker (1981)
- Hitler: The Last Ten Days (1973)

### Documentaires
- Adolf Hitler's Last Days, van de BBC serie Secrets of World War II. Overzicht van de laatste dagen van Hitler.
- The World at War (1974), een serie die veel informatie verschaft over Adolf Hitler en zijn naziregime. Inclusief een interview met zijn secretaresse Traudl Junge over de laatste dagen in de bunker.
- Unsolved History: Hitler's Bunker (2002), van de Discovery Channel serie Unsolved History. Historici proberen aan de hand van meer dan 60 jaar oude foto's, mappen en schema's een digitale reconstructie te maken van de bunker.